# Galeodes olivieri
Galeodes olivieri es una especie de arácnido  del orden Solifugae de la familia Galeodidae.

## Distribución geográfica
Se encuentra en el norte de África.